# Armando Vieira
Armando Vieira (San Paolo, 11 aprile 1923 – 14 gennaio 2010) è stato un tennista brasiliano.

## Carriera
Durante Wimbledon 1951 ha raggiunto a sorpresa i quarti di finale dove è stato eliminato dal sudafricano Eric Sturgess, è riuscito a ripetere il risultato nel doppio maschile sempre sull'erba londinese nel biennio 1953-54 in coppia col britannico Hugh Stewart.
Ha fatto parte della squadra brasiliana di Coppa Davis tra il 1951 e il 1957, in quest'ultima occasione ha raggiunto la finale della Zona Americana dove il Brasile venne sconfitto dagli Stati Uniti, in totale ha vinto tredici incontri a fronte di undici sconfitte.
Ha raggiunto la finale del Turkey Open nel 1952, sconfitto da Budge Patty, e nel 1953 degli Internazionali di Tennis di Baviera dove si è arreso a Jaroslav Drobný.